# Tricentrogyna faustaria
Tricentrogyna faustaria là một loài bướm đêm trong họ Geometridae.